# Polydactylus microstomus
Polydactylus microstomus és una espècie de peix pertanyent a la família dels polinèmids.

## Descripció
- Pot arribar a fer 25 cm de llargària màxima (normalment, en fa 20).
- 9 espines i 12-14 radis tous a l'aleta dorsal i 3 espines i 11-12 radis tous a l'anal.
- 10-14 vèrtebres.
- 5 filaments pectorals (el superior no arriba a l'extrem posterior de l'aleta pectoral).
- Aleta pectoral amb radis curts i ramificats, llevat d'1 o 2.
- Segona aleta dorsal amb una espina allargada.
- Bufeta natatòria ben desenvolupada.
- Presenta un gran punt negre davant de la línia lateral.
- El marge posterior del maxil·lar arriba al nivell del marge posterior de la parpella adiposa.[6][7][8][9]

## Alimentació
Menja principalment crustacis petits (com ara, gambes), peixos i organismes bentònics.

## Hàbitat
És un peix d'aigua marina i aigua salabrosa, demersal i de clima tropical (26°N-11°S, 77°E-154°E) que viu entre 2 i 55 m de fondària a les aigües tèrboles costaneres, estuaris i manglars.

## Distribució geogràfica
Es troba a l'Índic oriental i el Pacífic occidental: des de Tamil Nadu (l'Índia) fins a Myanmar i Província de Phuket (Tailàndia) i, també, des de Taiwan fins a Indonèsia i Nova Caledònia.

## Estat de conservació
La seua principal amenaça és la destrucció dels manglars a causa de l'augment de la població humana, l'extracció de fusta i la construcció d'estanys d'aqüicultura.

## Observacions
És inofensiu per als humans.